# Lemniscata lui Bernoulli

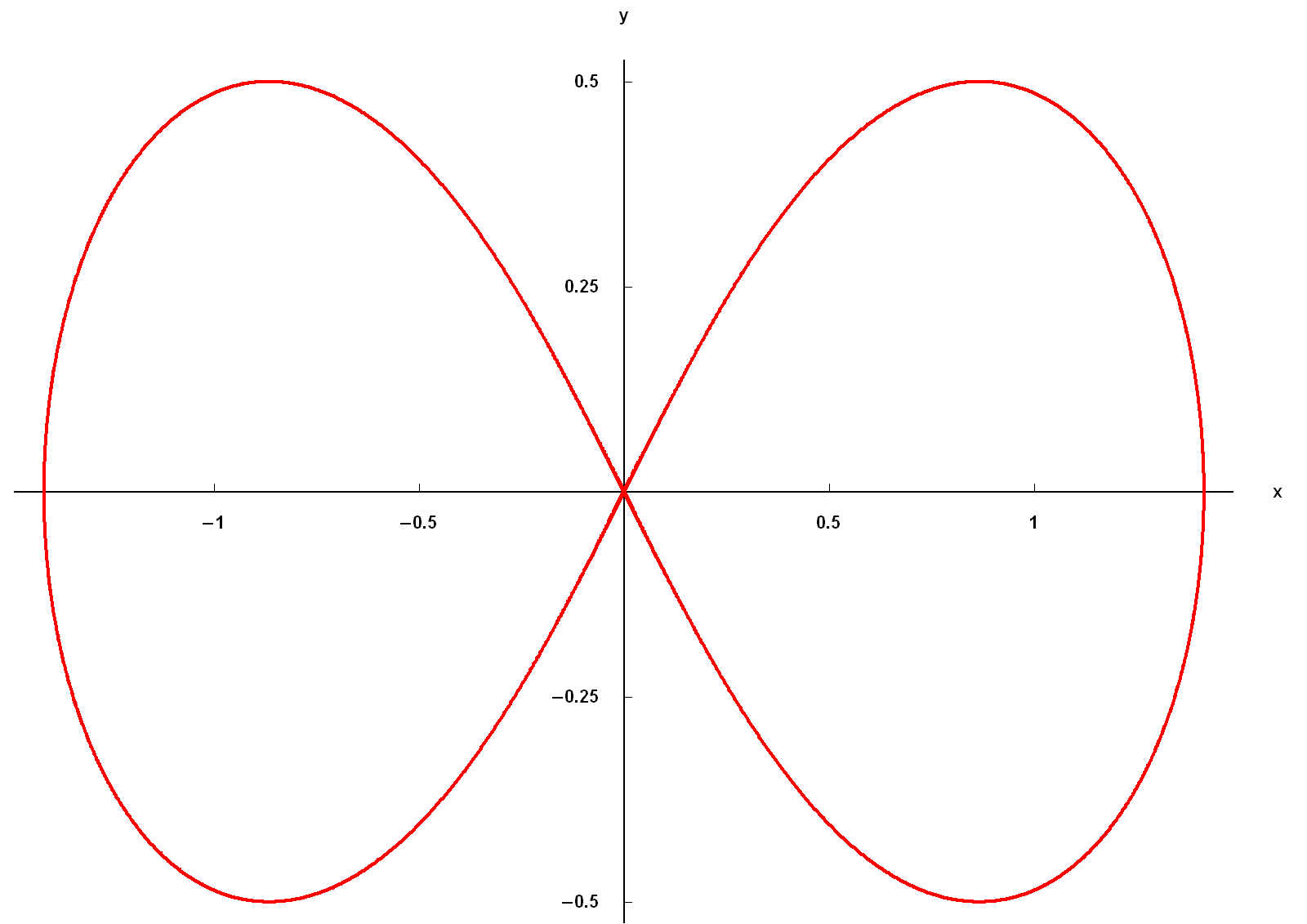
Lemniscata lui Bernoulli

În matematică, lemniscata lui Bernoulli este o curbă algebrică plană descrisă de ecuația carteziană:
{\displaystyle (x^{2}+y^{2})^{2}=2a^{2}(x^{2}-y^{2})\,}
Curba are forma similară cifrei 8 și simbolului {\displaystyle \infty }. 
Lemniscata a fost descrisă prima dată în 1694 de Jakob Bernoulli ca o modificare a unei elipse, care este locul geometric al punctelor pentru care suma distanțelor la două puncte fixe, numite focare, este constantă. Un oval Cassini, prin contrast, este locul geometric al punctelor pentru care produsul acestor distanțe este constant. În cazul în care curba trece prin punctul de la jumătatea distanței dintre focare, ovalul este o lemniscată a lui Bernoulli. 
Lemniscata poate fi obținută ca transformata inversă a unei hiperbole, având cercul de inversie centrat în centrul hiperbolei.

## Alte ecuații
O lemniscată poate fi descrisă și de ecuația în coordonate polare
{\displaystyle r^{2}=2a^{2}\cos 2\theta \,}
sau ecuația bipolară
{\displaystyle rr'={\frac {a^{2}}{2}}}

## Derivate

### Cuyîn funcție dex
{\displaystyle {\frac {dy}{dx}}={\begin{cases}{\mbox{nemarginit}}&{\mbox{daca }}y=0{\mbox{ si }}x\neq 0\\\pm 1&{\mbox{daca }}y=0{\mbox{ si }}x=0\\{\frac {x(a^{2}-x^{2}-y^{2})}{y(a^{2}+x^{2}+y^{2})}}&{\mbox{daca }}y\neq 0\end{cases}}}
{\displaystyle {\frac {d^{2}y}{dx^{2}}}={\begin{cases}{\mbox{nemarginit}}&{\mbox{daca }}y=0{\mbox{ si }}x\neq 0\\0&{\mbox{daca }}y=0{\mbox{ si }}x=0\\{\frac {3a^{6}(y^{2}-x^{2})}{y^{3}(a^{2}+2x^{2}+2y^{2})^{3}}}&{\mbox{daca }}y\neq 0\end{cases}}}

### Cuxîn funcție dey
{\displaystyle {\frac {dx}{dy}}={\begin{cases}{\mbox{nemarginit}}&{\mbox{daca }}2x^{2}+2y^{2}=a^{2}\\\pm 1&{\mbox{daca }}x=0{\mbox{ and }}y=0\\{\frac {y(a^{2}+x^{2}+y^{2})}{x(a^{2}-x^{2}-y^{2})}}&{\mbox{altfel }}\end{cases}}}
{\displaystyle {\frac {d^{2}x}{dy^{2}}}={\begin{cases}{\mbox{nemarginit}}&{\mbox{daca }}2x^{2}+2y^{2}=a^{2}\\0&{\mbox{daca }}x=0{\mbox{ si }}y=0\\{\frac {3a^{6}(x^{2}-y^{2})}{x^{3}(a^{2}-2x^{2}-2y^{2})^{3}}}&{\mbox{altfel }}\end{cases}}}